# Araci (ort i Brasilien, Bahia, Araci)
Araci är en ort i Brasilien.   Den ligger i kommunen Araci och delstaten Bahia, i den östra delen av landet, 1 100 km nordost om huvudstaden Brasília. Araci ligger 257 meter över havet och antalet invånare är 15 088.
Terrängen runt Araci är lite kuperad, och sluttar brant österut. Det finns inga andra samhällen i närheten.
Omgivningarna runt Araci är huvudsakligen savann. Runt Araci är det ganska glesbefolkat, med 31 invånare per kvadratkilometer.